# Turnera uleana
Turnera uleana är en passionsblomsväxtart som beskrevs av Ignatz Urban. Turnera uleana ingår i släktet Turnera och familjen passionsblomsväxter. Inga underarter finns listade i Catalogue of Life.